# Fabrizio Levita
Fabrizio Levita (* 3. Mai 1976) ist ein italienisch-deutscher Popsänger. Er war 2003 kurzzeitig Mitglied der Boygroup Overground, entschied sich aber dann für eine Solokarriere.

## Leben
2004 komponierte er für den TV-Sender Eurosport den offiziellen Olympiasong, den er auch im Deutschen Haus in Athen live präsentierte. 2007 war er Protagonist der Show Rhythmus Berlin im Berliner Friedrichstadtpalast, dem weltgrößten Revuetheater. Zudem komponierte er für andere Künstler wie Loona oder Sakis Rouvas und sang Werbung für zahlreiche Radiosender oder bekannte Markenprodukte.
2010 ging der Entertainer mit den „12 Tenors“ auf Japan-Tour und trat dabei in 13 Städten auf. Vom 18. November bis 26. Dezember 2011 war er erneut Teil der Weihnachtsshow im Berliner Friedrichstadtpalast. Ebenfalls in 2011 sang Fabrizio Levita den „Oh Yeah-Chorus“ in dem Song Mr. Saxobeat der Sängerin Alexandra Stan, der u. a. in Italien, Deutschland und Großbritannien die Spitze der Charts erreichte und auch in Kanada und den USA erfolgreich war. Für eine Cover-Version des George Michael-Titels Careless Whisper drehte er ein Video in Moskau.
Seit 2012 ist er bundesweit mit dem „Fabrizio Levita Trio“ unterwegs, mit dem er – begleitet von Gitarre und Percussion – unplugged Titel von internationalen Stars wie George Michael, Lenny Kravitz oder Michael Jackson singt. Ebenfalls 2012 nahm er an der Talent-Gameshow The Winner is … teil. Im März 2013 veröffentlichte er zusammen mit DJ Residance The Safety Dance, eine Neuaufnahme des 1980er-Jahre-Hits von Men without Hats.
Am 22. Mai 2014 nahm Levita an der ersten Ausgabe der ProSieben-Show Keep Your Light Shining teil und belegte dort unter neun Teilnehmern den siebten Platz. Ab April 2014 wurde seine Coverversion von Forbidden Love im Trailer der Daily Soap Verbotene Liebe verwendet. Zur Vierschanzentournee 2017/2018 präsentierte er den gemeinsam mit Ansgar Huppertz und Jan Leube geschriebenen offiziellen Song Look Up, der bei dem deutschen Label tsp music erschien.

## Diskografie
Alben
- 2013: Celebrating the Hits of George Michael & Wham – re:lounge & Fabrizio Levita

Singles
- 2003: I’ll Never Get over You
- 2003: Do They Know It’s Christmas?
- 2003: Little Drummer Boy (Album: The Ultimate Christmas Album)
- 2004: Ti Sento (I Feel You)
- 2004: Power & Glory
- 2006: 34 ‘38 ‘82 ‘06 (La Coppa Del 2006)
- 2014: Kept Me Under
- 2016: Just a Little Bit – Terri B! vs. Fabrizio Levita
- 2017: Look Up (Offizieller Song der Vierschanzentournee 2017/2018)
- 2019: Walking in Memphis (feat. Peter Hirsch)
- 2020: Ti sento (2020 Acoustic Version) – Fabrizio Levita, Daniel Stelter
- 2020: Lebe Liebe jetzt gleich

Soundtracks
- 2008: Folge deinem Stern – auf dem Soundtrack zu Es ist ein Elch entsprungen

Gastbeiträge
- 2009: Beat of Life – SBM, Fabrizio Levita (auf dem SBM-Album Hier & Jetzt)
- 2013: The Safety Dance [feat. Fab] – DJ Residance
- 2013: Angeleyes (feat. Fabrizio Levita) – zedmusic (auf dem zedmusic-Album Anytime)
- 2014: Gravity – Greg Gelis feat. Fabrizio Levita
- 2016: Sing Forever – DJ Shog feat. Fabrizio Levita
- 2021: You Came – Jay Frog & Fabrizio Levita